# Campeonato Cearense de Futebol Feminino Sub-20 de 2019
O Campeonato Cearense Feminino Sub-20 de 2019 foi a terceira edição deste evento esportivo, um torneio estadual de futebol feminino organizado pela Federação Cearense de Futebol (FCF).
O campeonato começou a ser disputado no dia 17 de agosto e terminou em 29 de setembro. Nesta edição, o Ceará sagrou-se campeão pela primeira vez, vencendo a decisão contra o Tianguá no estádio Elzir Cabral.

## Antecedentes
A competição foi anunciada pela Federação Cearense de Futebol (FCF) no dia 7 de novembro de 2016, onde foi definido o calendário de competições e o regulamento geral de competições da temporada de 2017. O Campeonato Cearense Feminino Sub-20 tornou-se a primeira competição de base do estado na modalidade feminina.
Com o objetivo de fomentar o futebol feminino, revelar novos talentos e aumentar a prática do esporte, a primeira edição foi anunciada no dia 14 de março de 2017, junto com os oito clubes participantes: Anjos do Céu, Fortaleza, Itarema, Menina Olímpica, MVN, Pindoretama, São Gonçalo e Terra e Mar. Posteriormente, o Fortaleza acabou abrindo mão do certame. Na primeira edição, o Menina Olímpica conquistou o título ao derrotar o Anjos do Céu na decisão. A edição seguinte sofreu uma redução no número de participantes, quatro equipes disputaram; o Menina Olímpica conquistou o bicampeonato ao empatar sem gols no tempo regulamentar e vencer nos pênaltis na decisão contra o São Gonçalo.

## Formato e participantes
Nesta edição, o regulamento dividiu o campeonato em três fases distintas. Na primeira, os integrantes enfrentaram os rivais em embates de turno único, classificando os quatro melhores colocados. Nas semifinais, dois embates eliminatórios foram formados de acordo com o cruzamento olímpico. Os vencedores se qualificaram para a decisão em jogo único. As seis agremiações que participaram desta edição foram:
| Equipe          | Cidade                  | Títulos         |
| --------------- | ----------------------- | --------------- |
| Ceará           | Fortaleza               | —               |
| Fortaleza       | Fortaleza               | —               |
| Menina Olímpica | Fortaleza               | 2 (2017 e 2018) |
| São Gonçalo-CE  | São Gonçalo do Amarante | —               |
| Tianguá         | Tianguá                 | —               |
| Verdes Mares    | Fortaleza               | —               |

## Primeira fase
A primeira rodada da fase de grupos foi realizada em 17 de agosto, com as goleadas do Ceará e do Tianguá. Em 14 de setembro, a primeira fase foi concluída e os seguintes clubes se classificaram para as semifinais: Ceará, Fortaleza, Tianguá e Verdes Mares.

## Fases finais
Em 21 de setembro, pela manhã, Ceará e Verdes Mares iniciaram as semifinais, em um jogo realizado em Itaitinga. Na ocasião, o clube mandante venceu com facilidades. Durante a tarde, o Tianguá triunfou sobre o Fortaleza. Em 29 de setembro, o Ceará venceu por 4–0 o Tianguá na decisão do campeonato, realizada no estádio Elzir Cabral.
|  | Semifinais                    | Semifinais |   |  | Final                   | Final |  |
|  |                               |            |   |  |                         |       |  |
|  | Franzé Morais, Itaitinga      |            |   |  |                         |       |  |
|  | Ceará                         | 4          |   |  |                         |       |  |
|  | Verdes Mares                  | 0          |   |  |                         |       |  |
|  |                               |            |   |  |                         |       |  |
|  |                               |            |   |  | Elzir Cabral, Fortaleza |       |  |
|  |                               |            |   |  | Ceará                   | 4     |  |
|  |                               | Tianguá    | 0 |  |                         |       |  |
|  |                               |            |   |  |                         |       |  |
|  |                               |            |   |  |                         |       |  |
|  |                               |            |   |  |                         |       |  |
|  | CT Ribamar Bezerra, Maracanaú |            |   |  |                         |       |  |
|  | Tianguá                       | 1          |   |  |                         |       |  |
|  | Fortaleza                     | 0          |   |  |                         |       |  |

### Gerais
- «REGULAMENTO ESPECÍFICO DO CAMPEONATO CEARENSE DE FUTEBOL FEMININO SUB 20 - 2019» (PDF). Website oficial da Federação Cearense de Futebol. 5 de agosto de 2019. Consultado em 11 de junho de 2023. Cópia arquivada (PDF) em 2 de julho de 2022

### Específicas
1. ↑  «Ceará é campeão do Cearense sub-20 feminino». ge. 29 de setembro de 2019. Consultado em 11 de junho de 2023. Cópia arquivada em 6 de janeiro de 2023
2. ↑  «Ceará goleia Tianguá e conquista título do Campeonato Cearense Feminino Sub-20». Diário do Nordeste. 29 de setembro de 2019. Consultado em 11 de junho de 2023. Cópia arquivada em 11 de junho de 2023
3. 1 2  «FCF divulga calendário e RGC de 2017». Website oficial da Federação Cearense de Futebol. 7 de novembro de 2016. Consultado em 2 de outubro de 2021. Cópia arquivada em 2 de outubro de 2021
4. 1 2  «Com oito clubes, FCF realiza Conselho Técnico do Cearense Feminino Sub-20». Website oficial da Federação Cearense de Futebol. 14 de março de 2017. Consultado em 2 de outubro de 2021. Cópia arquivada em 2 de outubro de 2021
5. ↑  «FCF divulga tabela e regulamento do Cearense Feminino Sub-20». Website oficial da Federação Cearense de Futebol. 15 de março de 2017. Consultado em 2 de outubro de 2021. Cópia arquivada em 2 de outubro de 2021
6. ↑  «Portaria afasta Fortaleza Esporte Clube do Cearense Feminino Sub-20». Website oficial da Federação Cearense de Futebol. 5 de maio de 2017. Consultado em 2 de outubro de 2021. Cópia arquivada em 2 de outubro de 2021
7. ↑  «Menina Olímpica conquista título do Cearense Feminino Sub-20». Website oficial da Federação Cearense de Futebol. 15 de julho de 2017. Consultado em 2 de outubro de 2021. Cópia arquivada em 2 de outubro de 2021
8. ↑  «Menina Olímpica conquista Cearense Feminino Sub-20». Website oficial da Confederação Brasileira de Futebol. 16 de julho de 2017. Consultado em 2 de outubro de 2021. Cópia arquivada em 2 de outubro de 2021
9. ↑  «Menina Olímpica é bicampeã do Feminino Sub-20». Website oficial da Federação Cearense de Futebol. 15 de julho de 2018. Consultado em 2 de outubro de 2021. Cópia arquivada em 2 de outubro de 2021
10. ↑  Manuella Viana (5 de agosto de 2019). «FCF divulga Regulamento e Tabela Básica do Cearense Feminino Sub-20». Website oficial da Federação Cearense de Futebol. Consultado em 11 de junho de 2023. Cópia arquivada em 11 de junho de 2023
11. ↑  Manuella Viana (16 de agosto de 2019). «Pontapé inicial do Feminino Sub-20 será neste sábado (17)». Website oficial da Federação Cearense de Futebol. Consultado em 11 de junho de 2023. Cópia arquivada em 20 de janeiro de 2021
12. ↑  Manuella Viana (23 de julho de 2019). «Dirigentes escolhem a fórmula de disputa do Feminino Sub-20». Website oficial da Federação Cearense de Futebol. Consultado em 11 de junho de 2023. Cópia arquivada em 11 de junho de 2023
13. ↑  «Ceará e Fortaleza disputarão Campeonato Cearense Feminino Sub-20». Diário do Nordeste. 7 de agosto de 2019. Consultado em 11 de junho de 2023. Cópia arquivada em 11 de junho de 2023
14. ↑  Manuella Viana (19 de agosto de 2019). «Feminino Sub-20: Ceará e Tianguá vencem; Verdes Mares e Fortaleza empatam na rodada de estreia». Website oficial da Federação Cearense de Futebol. Consultado em 11 de junho de 2023. Cópia arquivada em 9 de agosto de 2022
15. ↑  Manuella Viana (16 de setembro de 2019). «Feminino Sub-20: Ceará, Fortaleza, Tianguá e Verdes Mares avançam para as semifinais». Website oficial da Federação Cearense de Futebol. Consultado em 11 de junho de 2023. Cópia arquivada em 11 de junho de 2023
16. 1 2  Manuella Viana (23 de setembro de 2019). «Feminino Sub-20: Ceará e Tianguá são finalistas». Website oficial da Federação Cearense de Futebol. Consultado em 11 de junho de 2023. Cópia arquivada em 8 de maio de 2021
17. ↑  «Futebol Feminino: Vozão bate o Verdes Mares e está na final do Cearense Sub-20». Website oficial do Ceará Sporting Club. 21 de setembro de 2019. Consultado em 11 de junho de 2023. Cópia arquivada em 25 de abril de 2022
18. ↑  Manuella Viana (29 de setembro de 2019). «Ceará sagra-se campeão do Feminino Sub-20». Website oficial da Federação Cearense de Futebol. Consultado em 11 de junho de 2023. Cópia arquivada em 9 de agosto de 2022
19. ↑  «Futebol feminino: Ceará é campeão cearense sub-20». Website oficial do Ceará Sporting Club. 29 de setembro de 2019. Consultado em 11 de junho de 2023. Cópia arquivada em 2 de outubro de 2021